# Ivana Mixová
Ivana Mixová, rozená Hildegarda Mixová a provdaná Hildegarda Svitavská (2. prosince 1930 Vídeň – 5. září 2002 Praha) byla česká operní pěvkyně (mezzosoprán).

## Život a dílo
Narodila se ve Vídni českým manželům Mixovým a dostala jméno Hildegarda. Její rodiče milovali ochotnické divadlo a vedli své děti ke zpěvu. Když ji bylo devět let, tak se rodina odstěhovala do Brna a začala chodit do dětského sboru. Soukromě poté studovala zpěv u Marie Fialové a v letech 1947 až 1950 studovala na konzervatoři v Brně. Ještě před dokončením konzervatoře byla angažována v Olomouci, kde byla až do roku 1953, kdy přešla do Státního divadla v Ostravě. Když byla v divadlech v Olomouci a Ostravě, studovala soukromě zpěv u Konstantina Karenina. 
Po hostování v Národním divadle v Praze v letech 1955 až 1956, kde se představila v roli Carmen, Káči a Olgy, zde v roce 1956 dostala stálé angažmá a první rolí nastudovala Lapáka v Příhodách lišky Bystroušky. Díky své pěvecké technice mohla interpretovat role výrazně odlišných žánrů a objevila se například v rolích Oktaviána v Růžovém kavalíru, Cherubína ve Figarově svatbě, Eboli v Donu Carlosovi, Hraběnky v Pikové dámě, Martinky v Hubičce, Fricky ve Valkýře, Eurydiky v Orfeovi a Eurydice nebo Klytaimnestry v Elektře. V roce 1966 ji režisér Václav Kašlík obsadil do titulní role Carmen, která byla pojatá nově a moderně. Poslední rolí, kterou jako sólistka Národního divadla nastudovala byla Obchodnice s rybami v Juliettě a 31. prosince 1990 odešla z angažmá.
Často vystupoval v zahraničí, a to v roli Carmen například v Německu, Rusku a Bulharsku. V letech 1964 až 1973 byla stálým hostem Státní opeře v Berlíně a v letech 1965 až 1970 v Hannoveru. Od roku 1978 do roku 1980 vyučovala na Pražské konzervatoři. Objevil se ve filmu Já, truchlivý bůh od Antonína Kachlíka a v televizní inscenaci Rusalky.
Na jevišti byla známá pod zvoleným křestním jménem a rodným příjmením jako Ivana Mixová a v soukromí používala své rodné křestní jméno a po sňatku vyvdané příjmení, tedy jako Hildegarda Svitavská, výjimečně jako Ivana Mixová-Svitavská.
V roce 1999 obdržela od Nadace Život umělce cenu Senior Prix a v březnu 2001 převzal cenu Thálie za rok 2000 za celoživotní mistrovství v oboru opera.
V divadelní sezóně 2002/2003 měla účinkovat v chystané premiéře opery Smrt Klinghoffera od Johna Adamse, ale 5. září 2002 zemřela po krátké nemoci ve věku 71 let v Praze. Poslední rozloučení se konalo v pátek 13. září ve 12:00 ve foyeru Národního divadla v Praze a je pohřbena na Olšanských hřbitovech.